# Bajkałowsk
Bajkałowsk (ros. Байкаловск) – przystań rzeczna i osiedle w Rosji w Tajmyrsko Dołgano-Nienieckim rejonie w Kraju Krasnojarskim.

## Geografia
Osada znajduje się w dolnym biegu Jeniseju, na prawym brzegu  południowo-zachodniego krańca półwyspu Tajmyr. Znajduje się 2263 km od Krasnojarska, 274 km od Dudinki i 80 km od wioski Karaul.

## Transport
Od czerwca do października Bajkałowsk jest połączony drogą lądową z  najbliższymi miejscowościami – Mungui i Karaul.

## Populacja
W 2010 roku w Bajkałowsku żyły 122 osoby.